# 3-Oxoacyl-coenzyme A
Une 3-oxoacyl-CoA, ou β-cétoacyl-CoA, est un thioester de coenzyme A et d'un 3-oxoacide gras. C'est un intermédiaire de la β-oxydation formé à la 3e étape de la β-oxydation sous l'action de la 3-hydroxyacyl-CoA déshydrogénase.